# Пляскин, Иван Андреевич
Иван Андреевич Пляскин — командир орудия батареи 45-мм пушек 5-го гвардейского воздушно-десантного стрелкового полка (2-я гвардейская воздушно-десантная дивизия, 1-я гвардейская армия, 4-й Украинский фронт), гвардии старшина.

## Биография
Иван Андреевич Пляскин родился в крестьянской семье в селе Нижний Цасучей Акшинского уезда Забайкальской области (в настоящее время Ононский район Забайкальского края). Окончил начальную школу, работал монтёром связистом.
В ноябре 1940 года Оловяннинским райвоенкоматом Читинской области был призван в ряды Красной армии. На фронтах Великой Отечественной войны с июля 1941 года.
28 апреля 1944 года в бою за село Королёвка в Коломыйском районе Станиславской области (Ивано-Франковская область) противник крупными силами вклинился в оборону стрелковых подразделений РККА. Для отражения атаки были собраны наличные силы, в том числе и связные, находившиеся на КП. Гвардии рядовой Пляскин по команде бросился вперёд, увлекая остальных, и первым ворвался в траншею противника. Стремительным броском противник был отброшен с большими для него потерями. В этом бою Пляскин отбил пулемёт и уничтожил 13 солдат противника. Приказом по 2-й гвардейской воздушно-десантной стрелковой дивизии от 26 июня 1944 года он был награждён орденом Славы 3-й степени.
Приказом по 5-му гвардейскому воздушно-десантному стрелковому полку от 8 августа 1944 года за мужество и героизм в боях с немецко-фашистскими захватчиками и за то, что в бою под городом Проскуров (Хмельницкий) своевременно под сильным миномётно-пулемётным огнём противника доставил на батарею приказ с целеуказаниями огневых точек противника гвардии рядовой Пляским был награждён медалью «За отвагу».
29 ноября 1944 года в составе расчёта гвардии красноармеец Пляскин, при отражении контратаки противника, подбил танк противника, чем изменил обстановку в пользу стрелковых подразделений. 30 ноября при выполнении боевой задачи он встретил разведгруппу противника в 10 солдат и нанёс ей ощутимые потери, вынудив противника бежать. Приказом по 17 гвардейскому стрелковому корпусу от 31 декабря 1944 года за мужество и героизм в боях с немецко-фашистскими захватчиками он был награждён второй медалью «За отвагу».
Наводчик 45-мм пушки гвардии сержант Пляскин в бою близ города Зорау (Жары) 24 марта 1945 года вместе с расчетом орудия выдвинулся в боевые порядки стрелковых подразделений и прямой наводкой уничтожил 3 огневые точки противника. Был ранен, но поле боя не покинул. Приказом по 38-й армии от 13 мая 1945 года он был награждён орденом Славы 2-й степени.
22 апреля 1945 года в боях возле города Моравска-Острава (Острава) противник под прикрытием артиллерийского огня предпринял яростную контратаку. Командир орудия гвардии сержант Пляскин выкатил орудие на прямую наводку и вёл истребительный огонь огонь по боевым порядкам пехоты противника, нанося существенный ущерб. Сам Пляскин был ранен, но поля боя не оставил и продолжал уничтожать противника, уничтожив около 20 солдат. Был представлен к награждению орденом Красного Знамени. Приказом по 1 гвардейской армии от 24 мая 1945 года он был награждён вторым орденом Славы 2-й степени. Указом Президиума Верховного Совета СССР от 30 декабря 1976 года он был перенаграждён орденом Славы 1-й степени.
25 апреля 1945 года под прикрытием темноты и мощного артиллерийского огня возле населённого пункта Шильгержовице противник большими силами пехоты пытался провести контратаку против частей Красной армии. Командир орудия гвардии сержант Пляскин выкатил своё орудие вперед и метким огнём орудия рассеял цепи пехоты и нанес противнику большой урон вынудив того отойти на исходные позиции. При этом уничтожил 2 пулемёта и около 20 солдат и офицеров противника. Приказом по 95 стрелковому корпусу от 20 мая 1945 года он был награждён орденом Отечественной войны 1-й степени.
Гвардии старшина Пляскин был демобилизован в мае 1947 года. Вернулся на родину. Работал монтером на узле связи в Ононском районе Читинской области.
Скончался Иван Андреевич Пляскин 13 марта 1977 года.

## Память
- В память о нём названа улица в родном селе.
- Установлена мемориальная доска на здании школы в селе Нижний Цасучей.